# Montafon-Arlberg Marathon

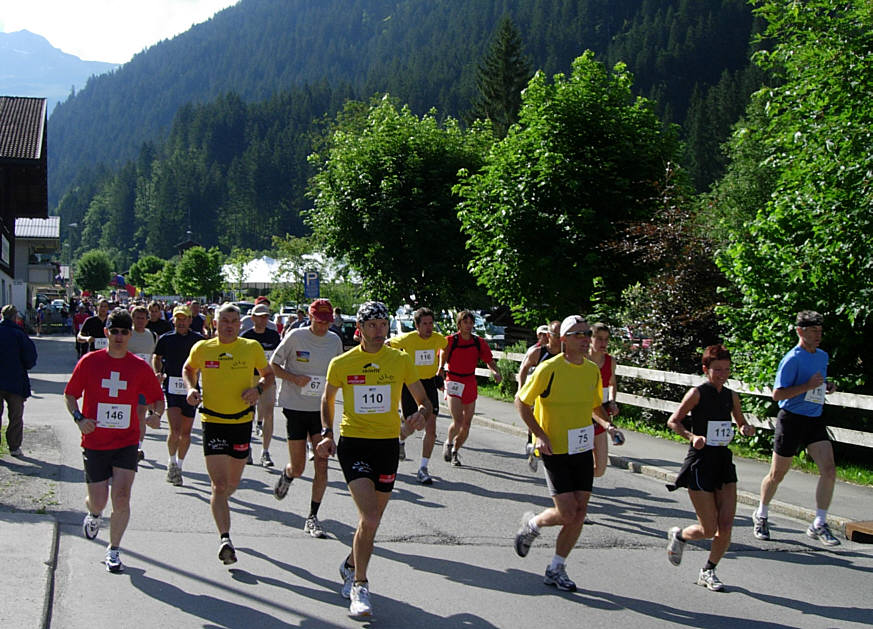
De Montafon-Arlberg Marathon in 2005

De Montafon-Arlberg Marathon is een jaarlijkse bergmarathon in de Oostenrijkse deelstaten Vorarlberg en Tirol die sinds 2003 wordt gehouden.

## De marathonroutes
De marathon beslaat een afstand van 42,195 meter over alpenpaden en bospaden met een hoogte van 1.600 meter. Het parcours doorkruist de provinciegrenzen en verbindt het Verwalltal in Tirol met het Silbertal in Vorarlberg. Sinds 29 juni 2019 begint de bergmarathon in St. Anton am Arlberg en eindigt na 42,195 kilometer in de Montafon-gemeente Silbertal. Vroeger was het andersom.

#### Variaties
Naast de klassieke marathon is de Montafon-Arlberg Trail (T33) ideaal voor ambitieuze amateursporters: de T33 leidt met een afstand van 33 km en 1.190 hoogtemeters door een unieke flora en fauna.
Met een lengte van 16 km en een hoogteverschil van ongeveer 600 m is de Panorama Trail-afdaling ideaal voor alle hobby- en recreatieve hardlopers. De panoramaroute vindt plaats in St. Anton am Arlberg.